# Armandina Maria Gusmão dos Santos
Armandina Maria Gusmão dos Santos (* 22. März 1956 in Ossu, Portugiesisch-Timor) ist eine Politikerin und Diplomatin aus Osttimor.

## Familie
Armandina ist das sechste von acht Kindern. Sie hat zwei erwachsene Brüder und vier Schwestern, ein Geschwister starb im Kindesalter. Sie ist die Schwester des Freiheitskämpfers und Politikers Xanana Gusmão. Der Gründer der Partei Congresso Nacional da Reconstrução Timorense (CNRT) war unter anderem Staatspräsident und Premierminister Osttimors. Der jüngere Bruder Manuel Higino Gusmão ist Präsident der 2017 registrierten Partido Esperança da Pátria (PEP).
Die Gusmãos stammen aus den timoresischen Ethnien der Galoli, Makasae und Midiki und waren einfache Bauern. Die katholischen Eltern, Antonia Hendrique Gusmão und Manuel Gusmão, erhielten jedoch eine Ausbildung an katholischen Schulen und waren Katecheten. Der Vater starb nach Krankheit mit 83 Jahren in Dili am 24. Dezember 1999. Berichte, er wäre bereits in der Krise 1999 ermordet worden, hatten sich als falsch erwiesen.
Armandinas Sohn Nilton Gusmão dos Santos ist ein erfolgreicher Unternehmer und Präsident der Liga Futebol Amadora.

## Werdegang
Am 7. Dezember 1975 erlebte Armandina Gusmão die indonesische Invasion mit einigen Geschwistern in Dilis Stadtteil Vila Verde.
Xanana Gusmão gehörte von Beginn an Beginn zum militärischen Widerstand und war ab 1981 Kommandeur der Forças Armadas de Libertação Nacional de Timor-Leste (FALINTIL). Armandina heiratete Gilman Exposto dos Santos (1956–2019), der der União Democrática Timorense (UDT) angehörte. Die Partei stand zeitweise auf Seiten der Indonesier. Zu Xanana Gusmão hatte das Paar kaum Kontakt. Armandina war Tanzlehrerin, später Privatsekretärin vom indonesischen Gouverneur Mário Viegas Carrascalão und ihr Mann Mitarbeiter einer katholischen Hilfsorganisation. Am 20. November 1992 wurde Xanana Gusmão von den Indonesiern gefangen genommen. Am selben Tag verhaftete die Kopassus Armandina, ihr Mann und zwei ihrer Kinder (13 und 15 Jahre alt). Von allen Verwandten Xanana Gusmãos wurde Armandina am längsten gefangen gehalten. Mehrmals wurde sie hier von Kopassus-Soldaten gefoltert.
Im Vorfeld des Unabhängigkeitsreferendums in Osttimor 1999 engagierte sich Armandina Gusmão als Unabhängigkeitsaktivistin in der Organisação Mulher Timorense (OMT), unter anderem auch beim Untergrund-Radioprogramm Matebian Lian der Unabhängigkeitsbefürworter. Zum Schutz vor der letzten Gewaltwelle der Indonesier wurde sie in die britische Botschaft in Jakarta gebracht.
Auf Listenplatz 6 zog Armandina Gusmão bei den Wahlen am 30. August 2001 für die Partido Social Democrata (PSD) in die verfassunggebende Versammlung ein, trat ihren Sitz aber nicht an. Um 2016 war sie die osttimoresische Generalkonsulin in Sydney (Australien). 2019 wurde Gusmão von Premierminister Taur Matan Ruak zur neuen osttimoresischen Botschafterin in Thailand ernannt, die Bestätigung durch Präsident Francisco Guterres blieb aber aus, weswegen Gusmão das Amt nicht antreten konnte.